# Big John Duncan
Big John Duncan, pseudonimo di John Duncan (Glasgow, 14 agosto 1958), è un chitarrista britannico, membro gruppo punk The Exploited dal 1980 al 1983.

## Biografia
Durante gli anni passati a suonare col gruppo, ha partecipato alla registrazione degli album Punks Not Dead, Troops of Tomorrow e The Massacre. Ha inoltre suonato in diversi singoli pubblicati, il più famoso dei quali è stato Dead Cities, che ha portato il gruppo a suonare perfino a Top Of The Pops.
Dopo aver lasciato The Exploited nel 1983, Duncan ha suonato con diverse altre band, tra le quali Goodbye Mr. Mackenzie (insieme alla futura cantante dei Garbage Shirley Manson), Gin Goblins e The Blood Uncles. In qualche occasione ha anche suonato come seconda chitarra con i Nirvana nel periodo in cui fece il roadie per il celebre gruppo di Seattle nel periodo tra il 92 e 93. La cosa fu una sorta di esperimento per dare più spessore al suono, spiegò Dave Grohl in seguito, prima dell'ingresso nel gruppo di Pat Smear come seconda chitarra in pianta stabile.